# Oxyaena
Oxyaena ist eine ausgestorbene Gattung aus der Ordnung der Oxyaenodonta, die vom späten Paläozän bis zum frühen Eozän in Nordamerika sowie in Europa gelebt hat. Die Gattung erhielt ihren Namen im Jahr 1874 vom amerikanischen Paläontologen Edward Drinker Cope.

## Morphologie
Oxyaena hatte einen Körperbau, der dem einer Hauskatze ähnelte, obwohl die Gattung nicht mit den Vorfahren der heutigen Katzen besonders nahe verwandt war, sondern nur eine ähnliche ökologische Nische besetzte. Oxyaena hatte einen biegsamen, langgestreckten Körper und kurze Gliedmaßen mit fünf Zehen. Im Gegensatz zu echten Katzen war Oxyaena aber ein Sohlengänger, trat also mit der gesamten Fläche des Fußes auf. Der Schädel war breit und niedrig (20 Zentimeter lang), während die Körperlänge zusammen mit dem Schwanz rund 1,40 Meter betrug. Das Tier war 40 Zentimeter hoch und wog etwa 20 Kilogramm. Oxyaena hatte einen massiven Unterkiefer, verließ sich bei der Jagd aber sehr wahrscheinlich, ähnlich wie Katzen und Marder, fast ausschließlich auf seine Augen und sein Gehör. Es wird vermutet, dass Oxyaena auf der Suche nach Beute auch auf Bäume klettern konnte.

## Systematik

### Äußere Systematik
Oxyaena gehörte lange Zeit zur Ordnung der sogenannten Urraubtiere (Creodonta), die als mit den heutigen Raubtieren nur sehr weitschichtig verwandt angesehen wurden. Diese ausgestorbene Ordnung von Fleischfressern umfasste ursprünglich zwei Familien, die Hyaenodontidae und die Oxyaenidae. Die Oxyaenidae erschienen in Nordamerika gegen Ende des Paläozäns, aus Europa sind sie erst aus dem frühen Eozän bekannt. Die Familie ist in Europa nur für eine kurze geologische Zeitspanne nachgewiesen, in Nordamerika starb sie in der Mitte des Eozäns aus. 

### Arten
Derzeit werden 7 Arten zur Gattung Oxyaena gezählt, darunter die europäische Art Oxyaena woutersi.
- Oxyaena lupina Cope, 1874
- Oxyaena forcipata Cope, 1874
- Oxyaena gulo Matthew, 1915
- Oxyaena pardalis Matthew, 1915
- Oxyaena intermedia Denison, 1938
- Oxyaena simpsoni Van Valen, 1966
- Oxyaena woutersi (Lange-Badré & Godinot, 1982)